# Superdominance
La superdominance ou surdominance est, en génétique, une théorie proposée indépendamment en 1908 par George Harrison Shull et East (en), et selon laquelle, à un locus donné, la valeur sélective de l'hétérozygote est supérieure à celle de l'homozygote. Le polymorphisme génétique est ainsi équilibré par cette superdominance.
La sous-dominance (en) est le phénomène inverse, cette sélection défavorisant les hétérozygotes.

## Exemples
La superdominance est, avec la dominance partielle (apparition de caractères récessifs délétères), une des deux sources de la dépression endogamique.
Un exemple de superdominance, particulièrement bien analysé, est offert par la drépanocytose, maladie déterminée par un allèle anormal du gène régissant la structure de l'hémoglobine. Les individus homozygotes porteurs de cet allèle récessif meurent avant d'atteindre l'âge adulte. Cet allèle est donc fortement contre-sélectionné, mais il peut être relativement fréquent dans certaines populations, notamment en Afrique et en Inde. L'effet de superdominance est associé à la présence de deux allèles différents dans le génotype des hétérozygotes qui sont plus résistants au paludisme, maladie parasitaire dans ces régions. Le paludisme endémique favorise ainsi le maintien de l'allèle muté. Hormis dans de rares cas, le rôle de la superdominance reste controversé. Ainsi, les manifestations d'hétérosis seraient plus dues à des effets de dominance (addition des effets de gènes favorables) que de superdominance.